# Zizi Possi
Zizi Possi, nom de scène de Maria Izildinha Possi, née le 28 mars 1956 à São Paulo, est une chanteuse brésilienne.

## Biographie
Descendante d'une famille d'origine napolitaine, Zizi Possi est née dans le quartier italien de Brás à São Paulo. Lors des réunions familiales dominicales, la petite fille entre en contact avec les mélodies classiques de la tradition napolitaine comme Santa Lucia - dont Possi connaissait déjà les paroles par cœur à l'âge de quatre ans – et O sole mio. À l'âge de cinq ans, elle commence à étudier le piano et le chant. En 1973, elle s'installe à Salvador pour suivre des cours de composition et de direction d'orchestre à l'Université de Bahia. En 1976, elle abandonne ses études musicales et débute des cours de théâtre. Elle commence à travailler comme actrice dans une comédie musicale, découvrant ainsi ses talents de chanteuse.
En 1978, elle est contactée par Roberto Menescal, alors directeur artistique chez Philips (aujourd'hui Universal Music), qui la convainc de signer un contrat avec le label. Elle s'installe à Rio de Janeiro et enregistre son premier album, Flor do mal, qui contient des chansons d'artistes établis dont Menescal lui-même, Caetano Veloso, João Bosco et Ivan Lins.
L'année suivante, elle participe à la bande originale de l'œuvre Ópera do Malandro de Chico Buarque ; puis elle enregistre son nouvel album Pedaço de mim et se produit en concert à Rio de Janeiro et à São Paulo. 1980 est l'année du LP Zizi Possi, dans lequel la chanteuse reprend des chansons de Roberto Carlos, Gilberto Gil, Djavan, Edu Lobo, Joyce, Gonzaguinha, Billie Holiday (chanson God Bless the Child) et Carole King (chanson Home Again dans la version brésilienne Quem sabe, em casa outra vez). Il s'agit du premier d'une série d'enregistrements qui, dans les années 1980, la voient principalement interpréter des chansons de ses compatriotes - Marina Lima, João Donato, Rita Lee, Lulu Santos, Tom Jobim, entre autres - et également d'artistes étrangers tels que George Harrison (O amor vem pra cada um, adaptation de Love Comes to Everyone), Sergio Endrigo (Io che amo solo te), Salve D'Esposito et Tito Manlio avec une version brésilienne d'Anema e core.
Au cours de la décennie suivante, elle poursuit son activité dans les studios d’enregistrement. En 1991, elle reçoit sa première distinction comme meilleur chanteuse de musique populaire brésilienne, le Prix Sharp de Música de l'Association Paulista des Critiques d'Art. En 1997, en hommage à ses racines napolitaines, elle enregistre Per amore, un disque qui connaît un grand succès et qui ne contient que des chansons italiennes, parmi lesquelles Ho comprenez che ti amo de Luigi Tenco et Senza fine de Gino Paoli. L'année suivante, elle enregistre un deuxième album de chansons italiennes intitulé Passione, dont les titres incluent Canzone per te, Anema e core, Io che amo solo te et Torna a Surriento.
Au début des années 2000, elle s'engage dans une réinterprétation bossa nova de classiques brésiliens et d'airs internationaux comme Yesterday des Beatles. En septembre 2003, elle s'envole pour Naples où elle reçoit le prix Carosone pour son interprétation du Torero, qui remporte un succès retentissant sur tout le continent sud-américain. A cette occasion, Possi a été la tête d'affiche d'un concert à l'Arena Flegrea qui l'a vue sur scène aux côtés de nombreux noms de la musique italienne, dont Edoardo Bennato, Stefano Bollani, Alex Britti, Fausto Cigliano, Nino D'Angelo, Luciano De Crescenzo., Enzo Jannacci, Giacomo Rizzo et Roy Paci. Parmi ses dernières œuvres figurent le spectacle Para inglês ver e ouvir de 2005, accompagnée par Jether au piano, Marcos Paiva à la basse et Alexandre Damasceno à la batterie. La chanteuse a interprété des airs de Bob Marley, George Gershwin, Cole Porter et d'autres auteurs anglophones. Un CD et un DVD ont été réalisés à partir de cette performance. Un autre spectacle, « Cantos e Contos », a lieu au Théâtre Nelson Rodriguez ; Possi y retrace son itinéraire musical, accompagnée de Jether et Kecco Brandão aux claviers, Webster Santos à la guitare et Guello aux percussions.
En 2013, la chanteuse se produit sur scène au Teatro Brandesco de Rio pour « Tudo se transformou », accompagnée par une section rythmique. Tudo se transformou est aussi le titre de l'album tiré du spectacle du même nom organisé à Sao Paulo l'année précédente : l'œuvre contient des compositions de Chico Buarque, Guilherme Arantes, Gonzaguinha, Geraldo Vandré, avec la seule inédite de Necka Ayala . En 2015, Zizi Possi a participé au spectacle « Moleque – Gonzaguinha 70 anos », en l'honneur du musicien, et à l'enregistrement de O mar me leva publié l'année suivante et inclus dans le 28e Prix de la musique brésilienne dans la catégorie « meilleur chanteuse ».
Tout au long de sa carrière, elle s'est produite en public au Brésil et à l'étranger, dans le cadre de tournées internationales qui l'on conduites en Uruguay, en Argentine, aux États-Unis, au Portugal, en Italie, en France, au Danemark, en Norvège, en Suède et au Japon, Depuis 2001, elle apparaît parfois aux côtés de sa fille Luíza Possi, également chanteuse.

## Vie privée
Elle s'est mariée avec le producteur Líber Gadelha, avec qui elle a eu sa fille Luiza.

## Discographie

### Albums studio
- 1978 - Flor do mal (Philips)
- 1979 - Pedaço de mim (Philips)
- 1980 - Zizi Possi (Philips)
- 1981 - Um minuto além (Philips)
- 1982 - Asa morena (Philips)
- 1983 - Pra sempre e mais um dia (Philips)
- 1984 - Dê um Rolê (Philips)
- 1986 - Zizi (Philips)
- 1987 - Amor e música (Philips)
- 1989 - Estrebucha Baby (Philips)
- 1991 - Sobre todas as coisas (Estúdio Eldorado)
- 1993 - Valsa brasileira (Velas)
- 1996 - Mais simples (Mercury
- 1997 - Per amore (Mercury)
- 1998 - Passione (Mercury)
- 1999 - Puro prazer (Mercury)
- 2001 - Bossa (Universal Music)
- 2005 - Para inglês ver... e ouvir (Universal Music)
- 2014 - Tudo se transformou (Estúdio Eldorado)